# حقل كاشاغان
حقل كاشاجان (بالقازاقية: Қашаған кен орны)‏ هو حقل بحري للنفط يقع في شمال بحر قزوين .  ويتبع لجمهورية كازاخستان تم اكتشافه في عام 2000 ، ويعتبر أكبر اكتشاف نفطي في العالم خلال الثلاثين عامًا الماضية، جنبا إلى جنب مع حقل تنجيز . 
تشير التقديرات إلى أن حقل كاشاغان لديه احتياطيات قابلة للاستخراج تبلغ حوالي 13 مليار برميل من النفط الخام ، لكن بسبب الظروف القاسية، التي تشمل الجليد البحري خلال فصل الشتاء وضحالة المياه والمستويات العالية من كبريتيد الهيدروجين ، فضلا عن سوء الإدارة والنزاعات، فإن مشروع إنتاج النفط من الحقل يعد واحدا من أكثر المشروعات النفطية صعوبة.   بدأ الإنتاج التجاري بالحقل في سبتمبر 2013.  وقد تم تخصيص إنتاج الحقل كمصدر رئيسي لتزويد خط أنابيب النفط الرابط بين كازاخستان والصين .  تقدر CNN Money أن تطوير الحقل قد كلف 116 مليار دولار أمريكي مليار اعتبارًا من عام 2012 ، مما يجعله أغلى مشروع للطاقة في العالم،   بينما ذكرت مصادر أخرى أن التكلفة بلغت 50 مليار دولار  
وقد استحوذت الحكومة الصينية على حصة في الحقل في سبتمبر 2013 بعد أن أبرم شي جين بينغ صفقة مع كازاخستان مقابل حوالي 5 مليارات دولار. 

## إنتاج النفط
ينتج حقل كاشاغان ما بين 370,000 إلي 400,000 برميل يوميا (2019)  وقد بدأ إنتاج النفط بالحقل في سبتمبر 2013 إلا ان الإنتاج التجاري لم يبدأ إلا في نوفمبر 2016 بوصول حجم الإنتاج إلي 75 الف برميل يوميا

## إنتاج الغاز الطبيعي
ينتج الحقل الغاز الطبيعي المصاحب للنفط وقد بلغ إجمالي ما انتج من الغاز من حقل كاشاقان نحو 6.5 مليار متر مكعب وذلك خلال الفترة ما بين بدأ الإنتاج التجاري في سبتمبر 2016 حتى نهاية عام 2018.